# سجل درجات الحرارة العالمية

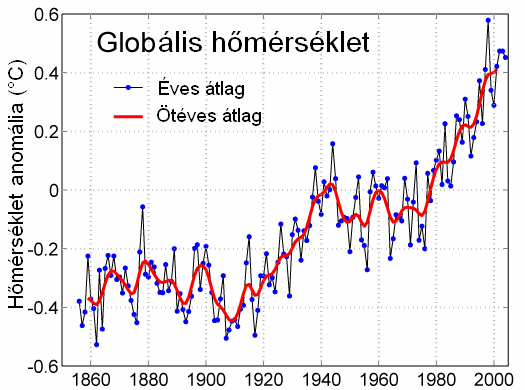

يُظهر سجل درجات الحرارة العالمية تقلبات درجة حرارة الغلاف الجوي والمحيطات عبر فترات زمنية مختلفة. تعود بداية تسجيل المعلومات الأكثر تفصيلاً حول درجات الحرارة إلى عام 1850، عندما جرى الاستناد على مقياس حرارة منهجي. هناك تقديرات عديدة لدرجات الحرارة منذ نهاية العصر البليستوسيني الجليدي، خاصة خلال العصر الهولوسيني الحالي. يدرس علم المناخ القديم الفترات الزمنية الأقدم.

## القمر الصناعي والبالون (الخمسينيات حتى الآن)
بدأت قياسات مسبار بالون الطقس اللاسلكي لدرجات حرارة الغلاف الجوي على ارتفاعات مختلفة في إظهار تقريب لتغطية المدى العالمي في الخمسينيات. منذ ديسمبر 1978، أنتجت وحدات السبر بالموجات الدقيقة على الأقمار الصناعية بيانات يمكن استخدامها لاستنتاج درجات الحرارة في طبقة التروبوسفير.
حللت عدة مجموعات بيانات الأقمار الصناعية لحساب التغير في درجات الحرارة في طبقة التروبوسفير، ووجدت كل من جامعة ألاباما في هانتسفيل وأنظمة الاستشعار عن بعد الخاصة التي تمولها وكالة ناسا ميلًا فيها.
بالنسبة لطبقة التروبوسفير السفلى، فقد وجدت جامعة ألاباما في هانتسفيل متوسط ميل توجهي عالمي بين عامي 1978 و 2019 قدره 0.130 درجة مئوية لكل عقد. في حين وجدت أنظمة الاستشعار عن بعد ميل توجه قدره 0.148 درجة مئوية لكل عقد، حتى يناير 2011.
في عام 2004 وجد فو وآخرون ميل توجه قدره +0.19 درجة مئوية لكل عقد على مجموعة بيانات خاصة بأنظمة الاستشعار عن بعد. في حين وجد فينيكوف وغرودي ميلًا توجهيًا قدره 0.20 درجة مئوية لكل عقد بين عامي 1978 و 2005، ومنذ ذلك الحين لم تُحدّث مجموعة البيانات.

## مقياس الحرارة (1850 حتى الآن)
تعود بداية تسجيل المعلومات الأكثر تفصيلاً حول درجات الحرارة إلى عام 1850، عندما جرى الاستناد على مقياس حرارة منهجي.

## حلقات الأشجار ولب الجليد (من 1000 إلى 2000 سنة قبل الوقت الحاضر)
يمكن استخدام قياسات الوكيل المناخي لإعادة بناء سجل درجة الحرارة قبل الفترة التاريخية. يرتبط عرض حلقات الأشجار، ونمو المرجان، وتغيرات النظائر في لب الجليد، ورواسب المحيطات والبحيرات، ورواسب الكهوف، والحفريات، ولب الجليد، وسجلات أطوال الأنهار الجليدية وغيرها بالتقلبات المناخية. استنادًا على هذه الأمور، جرى إعادة بناء سجل درجات الحرارة بالوكالة على مدار 2000 سنة ماضية لنصف الكرة الشمالي، وعلى نطاقات زمنية أقصر لنصف الكرة الجنوبي والمناطق الاستوائية.
تعد التغطية الجغرافية لهؤلاء الوكلاء ضئيلة، كما أن العديد منهم أكثر حساسية للتقلبات الأسرع. على سبيل المثال، تُظهر حلقات الأشجار، ولب الجليد، والشعاب المرجانية عمومًا تباينًا على مقياس زمني سنوي، لكن إعادة بناء الثقوب الأرضية تعتمد على معدلات الانتشار الحراري، فلا تَظهر التقلبات على نطاق صغير. حتى أفضل سجلات الوكيل تحتوي على مشاهدات أقل بكثير من أسوأ فترات سجل المراقبة، والدقة المكانية والزمانية لعمليات إعادة البناء الناتجة رديئة. إن ربط الوكلاء المناخيين بالأمور قيد الدراسة، مثل درجة الحرارة أو هطول الأمطار ليس أمرًا هينًا. يتم التوفيق بين مجموعات البيانات من عدة وكلاء مناخيين لتغطية الفترات الزمنية المتداخلة.